# اليد الحمراء
اليد الحمراء (بالفرنسية: La Main Rouge)‏ هي عصابة إرهابية قامت بتكوينها أجهزة الاستخبارات الفرنسية نشطت ببلاد المغرب العربي وبأوروبا، لا يعرف بدقة عناصرها كما لم يقدموا للمحاكمة.
قام جهاز التوثيق الخارجي والاستخبارات المضادة تحت قيادة بيار بورسيكوت بانشاء وحدة خاصة بالاغتيالات أهدافها رموز الحركات الوطنية في تونس والجزائر والمغرب. أصبحت الوحدة نشطة فور إنشاءها واستمرت في عمليات الاغتيال من سنة 1952 إلى فترة الستينات، وكانت عمليات الاغتيال تتم تحت شعار منظمة إرهابية.

## التأسيس
بعد فشل المساعي الدبلوماسية السلمية بين سنتي 1949 و1952 في التوصل إلى تسوية بين قيادة الحركة الوطنية التونسية والحكومة الفرنسية عقدت الحركة الوطنية مؤتمراً سرياً في 18 جانفي 1952 قررت فيه سقوط الحماية، واعتبار المستعمرين الفرنسيين جالية أجنبية، وفي اليوم نفسه اعتقلت السلطات الفرنسية عدداً من قادة الحزب الحر الدستوري الجديد وفي مقدمتهم الحبيب بورقيبة والمنجي سليم والهادي شاكر.
وبدأت المقاومة التونسية المسلحة ضد الفرنسيين بعمليات فدائية جريئة في جنوب تونس وفي منطقة قابس خاصة، وهوجمت ثكنات الجيش الفرنسي في أبي لبابة قرب قابس، والقوافل العسكرية الفرنسية على طريق سوسة، وفي بلدة العوينات. وردت السلطات الفرنسية على نشاط حركة المقاومة الوطنية بتكوين عصابة إجرامية من المستعمرين الفرنسيين باسم اليد الحمراء، لملاحقة الوطنيين واغتيال قياداتهم تحت حماية الشرطة والجيش الفرنسيين.
قامت العصابة باغتيال عدد من الوطنيين التونسيين ومن أهمهم الزعيم النقابي فرحات حشاد في 5 ديسمبر 1952، والقيادي الدستوري الهادي شاكر في سبتمبر 1953،  كما اغتالت الطبيب الوطني عبد الرحمن مامي في 13 جويلية 1954.

## إعادة التأسيس

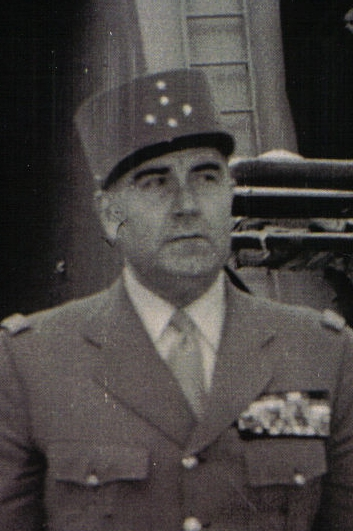
بول غروسن (1901-1990) مؤسس اليد الحمراء الثانية.

سنة 1957 تولى الفريق لواء بول غروسن قيادة جهاز التوثيق الخارجي والاستخبارات المضادة وقام بإعادة تفعيل الوحدة وتطوير طريقة العمل بها وقد تم تعيين قنسطنطين ملنيك على رأس الوحدة وأصبحت أهدافها اغتيال رموز ومؤيدي جبهة التحرير الوطني الجزائرية وخاصة من عرفوا بأصحاب الحقائب وهم المثقفون الجزائريون بأوروبا.
قامت الوحدة باغتيال أكثر من 200 شخص منهم 135 في سنة 1960، وشملت أنشطة الوحدة أكثر من خمس دول أوروبية، بالإضافة لدول المغرب العربي، وتنوعت عملياتها بين التسميم، الرمي بالرصاص، السيارات المفخخة، القنابل الموقوتة، الرمي بالسهام...
قامت الوحدة بتنفيذ عمليات داخل الأراضي الفرنسية: اغتيال بالرصاص، وبالطرود المفخخة كما قامت بارسال رسائل تهديد للعديد من الشخصيات الفرنسية ومن ضمنهم المحامي الشهير جاك فرجاس.